# Danil Lysenko
Danil Serguéyevich Lysenko (en ruso: Данил Сергеевич Лысенко, Birsk, 19 de mayo de 1997) es un deportista ruso que compite en atletismo, especialista en la prueba de salto de altura.
Ganó una medalla de plata en el Campeonato Mundial de Atletismo de 2017 y una medalla de oro en el Campeonato Mundial de Atletismo en Pista Cubierta de 2018.

## Palmarés internacional
| Campeonato Mundial                   | Campeonato Mundial       | Campeonato Mundial | Campeonato Mundial |
| Año                                  | Lugar                    | Medalla            | Prueba             |
| ------------------------------------ | ------------------------ | ------------------ | ------------------ |
| 2017                                 | Londres (Reino Unido)    | Medalla de plata   | Salto de altura    |
| Campeonato Mundial en Pista Cubierta |                          |                    |                    |
| Año                                  | Lugar                    | Medalla            | Prueba             |
| 2018                                 | Birmingham (Reino Unido) | Medalla de oro     | Salto de altura    |